# Rhynchophanes
Cet article court présente un sujet plus développé dans : Rhynchophanes mccownii.
Genre
Rhynchophanes est un genre monotypique de passereaux de la famille des Calcariidae.

## Liste des espèces
Selon la classification de référence du Congrès ornithologique international (version 6.4, 2016) :
- Rhynchophanes mccownii (Lawrence, 1851)